# (24994) Prettyman
(24994) Prettyman est un astéroïde de la ceinture principale.

## Description
(24994) Prettyman est un astéroïde de la ceinture principale. Il fut découvert le 23 juin 1998 à la station Anderson Mesa par le programme LONEOS. Il présente une orbite caractérisée par un demi-grand axe de 2,36 UA, une excentricité de 0,11 et une inclinaison de 6,5° par rapport à l'écliptique.

## Compléments